# Rob Mulders
Rob Mulders (né le 7 avril 1967 à Bergen et mort le 28 janvier 1998 à Arnhem) est un coureur cycliste néerlandais, professionnel de 1991 à 1996.

## Biographie
Stagiaire dans l'équipe  Panasonic-Sportlife en 1990, Rob Mulders devient professionnel l'année suivante dans l'équipe Buckler dirigée par Jan Raas et court jusqu'en 1995 dans les équipes de ce dernier (Wordperfect puis Novell Software). Il remporte notamment la semi-classique Veenendaal-Veenendaal en 1993. Il dispute deux fois le  Tour de France, en 1993 et 1994, et le Tour d'Espagne, en 1992 et 1995. En 1994, il fait partie de l'équipe des Pays-Bas qui dispute le championnat du monde sur route. Il effectue une dernière saison en 1996 dans l'équipe belge Collstrop-Lystex. Il meurt le 28 janvier 1998, à 30 ans, dans un accident de circulation,.

## Palmarès
- 1989
  - 2e de l'Omloop van de Braakman
  - 2e du Dorpenomloop Rucphen
- 1990
  - 2e du Tour de Drenthe
  - 2e du Circuit de Campine
  - 3e du Hel van het Mergelland
  - 3e du Ster van Zwolle
- 1991
  - Circuit de Campine
  - 9e étape de l'Olympia's Tour
  - GP Paul Borremans (nl)
  - 2e du Tour de Cologne
  - 2e du Hel van het Mergelland
  - 2e du Tour de Hollande-Septentrionale
- 1993
  - Veenendaal-Veenendaal
  - 6e étape du Tour des Asturies
  - Circuit des frontières

## Résultats sur les grands tours

### Tour de France
- 1993 : 134e du classement général
- 1994 : 116e du classement général

### Tour d'Espagne
- 1992 : 117e du classement général
- 1995 : abandon